# Marcelino Júnior Lopes Arruda
Marcelino Júnior Lopes Arruda, meglio noto come Mazola (Guarulhos, 8 maggio 1989), è un calciatore brasiliano, attaccante del Sertãozinho.